# Josephine Tewson
Josephine Ann Tewson (Hampstead, 26 febbraio 1931 – Northwood, 18 agosto 2022) è stata un'attrice britannica.

## Filmografia parziale

### Cinema
- The Strange Case of the End of Civilisation as We Know It, regia di Joseph McGrath (1977)
- Il cagnaccio dei Baskervilles (The Hound of the Baskervilles), regia di Paul Morrissey (1978)
- Gabrielle and the Doodleman, regia di Francis Essex (1984)
- Wilt: Eva, una bambola e il professore (Wilt), regia di Michael Tuchner (1989)

### Televisione
- Emergency Ward 10 - serie TV, 6 episodi (1965-1967)
- Z Cars - serie TV, 3 episodi (1963-1968)
- The Charlie Drake Show - serie TV, 6 episodi (1968)
- Hark at Barker - serie TV, 15 episodi (1969-1970)
- Coppers End - serie TV, 13 episodi (1971)
- Odd Man Out - serie TV, 7 episodi (1977)
- The Dick Emery Show - serie TV, 15 episodi (1969-1981)
- Shelley - serie TV, 23 episodi (1979-1982)
- The Caucasian Chalk Circle - film TV (1985)
- Keeping Up Appearances - serie TV, 43 episodi (1990-1995)
- Last of the Summer Wine - serie TV, 62 episodi (2003-2010)
- Doctors - serie TV, 3 episodi (2009-2015)